# Horhausen (Nassau)

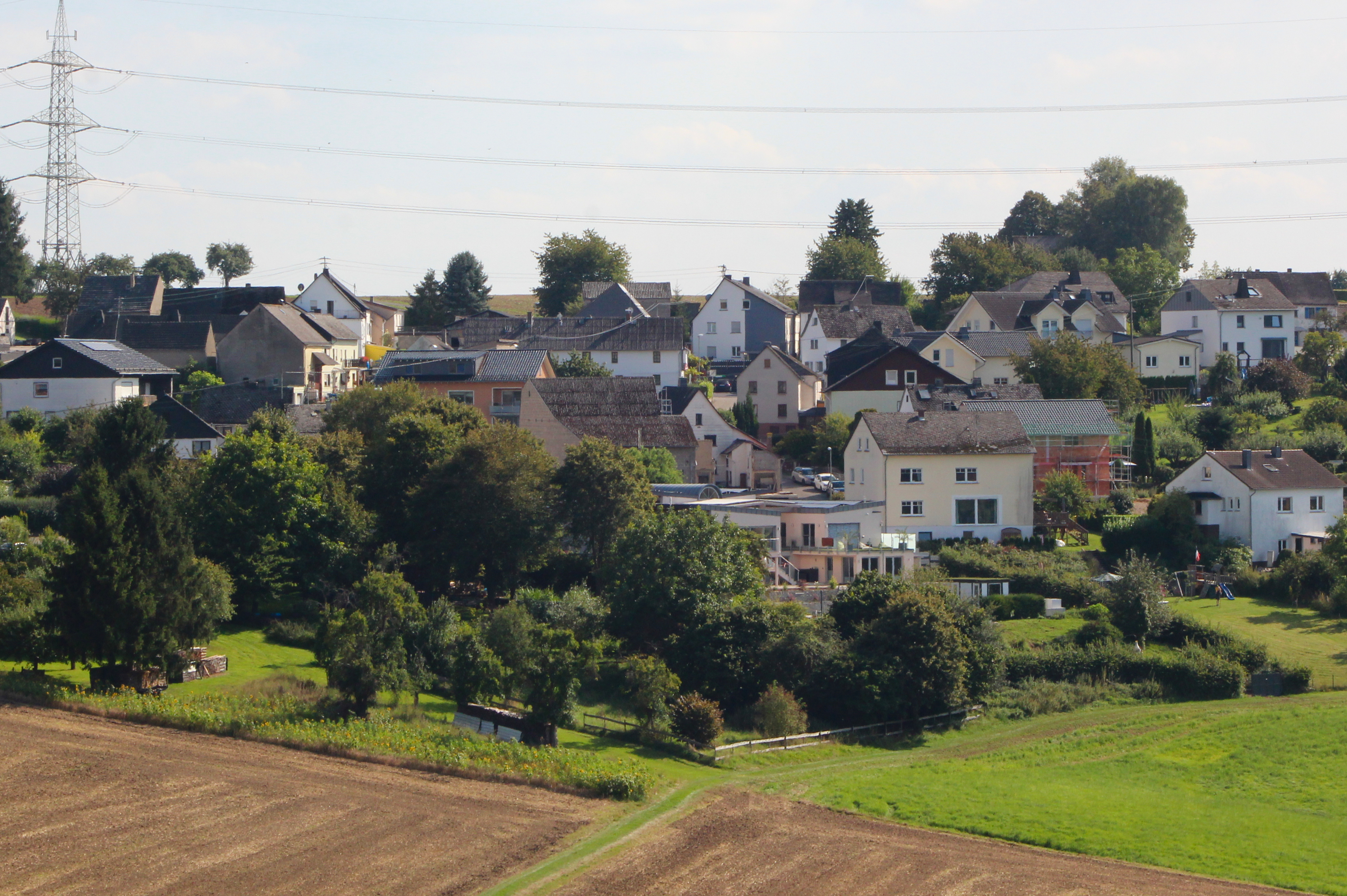
Ansicht von Horhausen

Horhausen ist eine Ortsgemeinde im Rhein-Lahn-Kreis in Rheinland-Pfalz. Sie gehört der Verbandsgemeinde Diez an.

## Geographie
Die Ortsgemeinde liegt im Naturpark Nassau im Westerwald in der Esterau am Höchst. Horhausen liegt 9 km südlich von Montabaur, 8 km westlich von Diez und 11 km westlich von Limburg an der Lahn. Horhausen war der Siedlungsform nach ursprünglich ein Hufeisendorf, diese ursprüngliche Siedlungsform ist aufgrund von Neubaugebieten heute nicht mehr zu erkennen.

## Geschichte
Keltische Hügelgräber aus der Zeit von 500 bis 100 v. Chr. zeugen von einer frühen Besiedlung auf dem Gebiet der Ortsgemeinde Horhausen. Hierbei handelt es sich um sogenannte Brandgräber. Deren Bezeichnung „Römerkippel“ zeugt von der früheren irrtümlichen Annahme, dass es sich um römische Grabstätten handelte.
1896 wurde bei Horhausen ein keltisches Fürstengrab ausgegraben. Viele der dabei gemachten Funde sind heute im Museum des Schlosses Waldeck zu sehen. 1962 wurde beim Bau einer Ölpipeline ein Höckergrab freigelegt, das auf eine Besiedlung Jahrhunderte vor der „Brandgräberzeit“ hindeutet.
Die älteste bekannte Erwähnung Horhausens in einer Urkunde geht auf das Jahr 1345 zurück. Der Name Horhausen, ursprünglich Horhusen bedeutet so viel wie „Häuser am Sumpf“. Der Name ist vermutlich keltischen Ursprungs.
Vor der Inbetriebnahme der Grube Holzappel Mitte des 18. Jahrhunderts war der überwiegende Teil der Bevölkerung in der Landwirtschaft, als Handwerker oder als Waldarbeiter tätig. Seit der Inbetriebnahme der „Grube Holzappel“ war der Bergbau eine bedeutende Erwerbsmöglichkeit.
Im Jahr 1795 vorübergehend französisch besetzt, war der Ort ab 1806 Teil des Herzogtums Nassau, das 1866 von Preußen annektiert wurde. Seit 1946 ist der Ort Teil des Landes Rheinland-Pfalz.
Auf dem Gebiet der Ortsgemeinde Horhausen liegt die Wüstung Billenstein. Billenstein war bereits vor dem Dreißigjährigen Krieg zur Wüstung geworden.
Von 1867 bis 1969 fand in Horhausen Schulunterricht statt, zunächst wurde dafür Räumlichkeiten im Backhaus verwendet, bevor 1926 ein Schulgebäude errichtet wurde. Seit 1969 gehört Horhausen zum Einzugsgebiet der Grund- und Hauptschule Esterauschule in Holzappel.
1962 gewann Horhausen einen 1. Platz auf Kreisebene beim Wettbewerb „Unser Dorf soll schöner werden“.
Die Einwohnerschaft entwickelte sich im 19. und 20. Jahrhundert wie folgt: 1843: 236 Einwohner, 1927: 269 Einwohner, 1964: 281 Einwohner.

## Religion
Horhausen ist mit einer Religionszugehörigkeit von 49,8 % der evangelischen Kirchengemeinde Holzappel im Dekanat Nassauer Land in der Propstei Rheinhessen-Nassauer Land der Evangelischen Kirche in Hessen und Nassau (EKHN) zugehörig.
28,9 % der Gemeinde sind gemeinschaftslos oder ohne Angaben.
Auf römisch-katholischer Seite ist der Ort mit einer Religionszugehörigkeit von 17,1 % der St. Bonifatius in Holzappel zugeordnet und gehört mit ihr zum Pastoralen Raum Diez, welcher selbst wiederum dem Bezirk Limburg im Bistum Limburg eingegliedert ist.

## Politik

### Gemeinderat
Der Gemeinderat in Horhausen besteht aus acht Ratsmitgliedern, die bei der Kommunalwahl am 9. Juni 2024 in einer Mehrheitswahl gewählt wurden, und dem ehrenamtlichen Ortsbürgermeister als Vorsitzendem.

### Bürgermeister
Ortsbürgermeister von Horhausen ist Ralf Schmidt. Bei der Direktwahl am 26. Mai 2019 wurde er mit einem Stimmenanteil von 83,96 % gewählt und damit Nachfolger von Klaus Hennemann. Bei der Direktwahl am 9. Juni 2024 wurde Schmidt als einziger Bewerber mit 92,0 % für weitere fünf Jahre wiedergewählt.

## Sehenswürdigkeiten
- „Lindenborn“ – 700-jährige Linde mit Brunnen (siehe auch: Liste der Naturdenkmale in Horhausen (Nassau)). Die Linde wurde durch einen Sturm im Mai 2025 zerstört.
- altes Schulhaus

## Wirtschaft und Infrastruktur

### Freizeit
Etwa 1 km südöstlich von Horhausen, unmittelbar an der B 417 liegt der Badesee Herthasee.

### Verkehr
Horhausen liegt an der Landesstraße L 313, die 1 km südöstlich von Horhausen in die B 417 mündet. Die Autobahnanschlussstelle Diez an der A 3 ist 6 km entfernt.
Horhausen ist mit den Buslinien 540 und 458 des Verkehrsverbundes Rhein-Mosel an den ÖPNV angebunden.
Die nächstgelegenen ICE-Fernbahnhöfe sind der Bahnhof Montabaur und der Bahnhof Limburg Süd.